# Oppositionsvertrag
Der Oppositionsvertrag, eigentlich Vertrag zwischen der Tschechischen sozialdemokratischen Partei und der Demokratischen Bürgerpartei zur Schaffung stabiler politischer Verhältnisse in der Tschechischen Republik (tschechisch Smlouva o vytvoření stabilního politického prostředí v České republice uzavřená mezi Českou stranou sociálně demokratickou a Občanskou demokratickou stranou) war ein von 1998 bis 2002 geltender politischer Vertrag, der der sozialdemokratischen Minderheitsregierung von Miloš Zeman (ČSSD) die Unterstützung der zweitstärksten Partei im Abgeordnetenhaus – der ODS geführt von Václav Klaus – zusicherte. Die Zeit des Oppositionsvertrages war nach Meinung von Kritikern durch eine „Hinterzimmerpolitik“ und mangelnde oppositionelle Kontrolle im Abgeordnetenhaus gekennzeichnet.

## Geschichte
Die sozialdemokratische ČSSD gewann 1998 die vorgezogene Neuwahl ins Abgeordnetenhaus und wurde mit 74 von 200 Sitzen stärkste politische Kraft. Für eine regierungsfähige Mehrheit war sie jedoch auf Koalitionspartner angewiesen. Die „rechten“ Parteien ODS, KDU-ČSL und US hätten zwar zusammen ebenfalls eine Mehrheit bilden können, jedoch war gerade diese Regierungskonstellation vor den Wahlen erst auseinandergebrochen. Da sich auch die Sozialdemokraten nicht mit der KDU-ČSL und US auf eine Regierung verständigen konnten und eine Koalition mit den unreformierten Kommunisten nicht in Frage kam und ihr drei Sitze zu einer stabilen Mehrheit fehlten, vereinbarten schließlich die beiden großen Parteien ČSSD und ODS eine Zusammenarbeit auf einer vertraglichen Grundlage. ČSSD-Chef Miloš Zeman wurde Ministerpräsident einer ČSSD-Minderheitsregierung. Der damalige ODS-Chef Václav Klaus wurde im Gegenzug zum Vorsitzenden des Abgeordnetenhauses gewählt.
Zur Abstimmung in Sachfragen wurden wie in einer Koalition gemeinsame Ausschüsse mit der ODS vereinbart, so dass die ODS faktisch nicht am Kabinettstisch vertreten war, aber teilweise Einfluss auf die Regierungspolitik (insbesondere bei der Verabschiedung des Haushaltes) nehmen konnte und die Sozialdemokraten in wesentlichen politischen Fragen unterstützte. Es wurde zudem vereinbart, dass die ODS weder einen Misstrauensantrag im Parlament stellen, noch unterstützen würde. Diese „Hinterzimmerpolitik“ zwischen den großen Parteien stieß naturgemäß auf erheblichen Widerstand der kleineren Parteien; unter anderem deswegen, weil die großen Parteien das Wahlrecht zu Lasten der kleineren Parteien abänderten.
Das führte unter anderem dazu, dass die weiteren bürgerlichen Parteien KDU-ČSL, US-DEU und ODA sich ihrerseits zur so genannten Viererkoalition zusammenschlossen und in dieser Konstellation z. B. bei den Regional- und Senatswahlen 2000 erfolgreich waren.
Das Projekt Oppositionsvertrag wurde nach den Parlamentswahlen 2002 beendet, nachdem sich die Sozialdemokraten mit der KDU-ČSL und der US-DEU auf eine richtige Koalition verständigt hatten.
2006 hoffte der ODS-Vorsitzende Mirek Topolánek mittels des Abschlusses eines erneuten Oppositionsvertrages mit der ČSSD eine entsprechende Stabilität für seine Regierung zu erhalten, jedoch lehnte der Vorsitzende der Sozialdemokraten Paroubek ein solches Bündnis ab, worauf die Regierung nicht vom Parlament bestätigt wurde.